# Karl-Adolf Germann
Karl-Adolf Germann (* 9. Juli 1916 in Edenkoben; † nach 1981) war ein deutscher Verwaltungsjurist.

## Werdegang
Germann legte im Februar 1949 an der Rechts- und staatswissenschaftlichen Fakultät der Universität Freiburg seine Dissertation Einflüsse der Juli-Revolution auf die Gesetzgebung Badens im Jahre 1831 vor.
1969 bis zu seiner Pensionierung 1981, in der Ära der sozial-liberalen Koalition, war er als Mitglied der SPD im Rang eines Ministerialdirektors Leiter der Zentralabteilung (Organisation und Personal) im Bundesministerium der Finanzen. Daneben übte er mehrere Aufsichtsratsmandate aus.

## Ehrungen
- 1972: Verdienstkreuz 1. Klasse der Bundesrepublik Deutschland
- 1976: Großes Verdienstkreuz der Bundesrepublik Deutschland